# Райна Манджукова
Райна Димитрова Манджукова (по баща Бурлакова) е бесарабска българка, автор и водещ на телевизионно предаване за българите в чужбина. На 15 юли 2022 година е назначена за изпълнителен директор на Изпълнителна агенция за българите в чужбина.

## Биография
Райна Манджукова e родена като Раиса Дмитриевна Бурлакова в семейство на 4 деца в българското село Кайраклия (днес Лошчиновка) в украинската част на Бесарабия. Майка ѝ се казва Мария, а баща ѝ Димитър. От 1988 година, следва висше образование в Държавния педагогически институт в град Измаил (Украйна). За пръв път идва в България, с танцовия състав, в който е играела народни танци. През 1989 продължава образованието си в Софийския университет, в който завършва специалностите Български език и литература и Руски език. След завършването на университета е назначена в Агенцията за българите в чужбина, където работи до 2007 г., когато напуска, за да последва една своя мечта — телевизионно предаване за българите в чужбина.. Манджукова е съучредител на Асоциацията на българските училища в чужбина (АБУЧ).
Автор е на поезия и публицистика в периодичния печат, на публицистичния сборник „Кръстопътища български“ (София, 2009). В съавторство с историка Пламен Павлов издават „История на България - енциклопедия за малки и пораснали деца“ (София, 2011). Съставител и редактор на поетичните сборници "В мрака на предчувствията" (2001) и "Черни мисли, бели магии" (2011) на Пламен Павлов, "По Диогенски" (2005) на Лили Спасова и „Песента на кукувицата“ (2010) на Софи Мале и Афродита Стерио.

### СКАТ
От 2007 година е автор и водещ на предаването Облаче ле бяло (с прекъсване във времето, когато е председател на ДАБЧ) по телевизия СКАТ, посветено на българите извън днешните граници на България .

### Председател на ДАБЧ
От 12 август 2009 до 26 май 2010 година е председател на Държавната агенция за българите в чужбина. Като председател на ДАБЧ се застъпва за по-пълна координация на държавната политика към българските общности в чужбина, за развитието на българските училища и медии зад граница и т.н.[източник? (Поискан днес)] Учредява наградата „Българка на годината“ на името на светицата Злата Мъгленска.

### Център на бесарабските българи в България
През 2016 г. заедно с други бесарабски българи участва в учредяването и влиза в Управителния съвет на неправителствена организация Център на бесарабските българи в България (ЦБББ) Архив на оригинала от 2019-10-20 в Wayback Machine.. Член на Обществения съвет за българите в чужбина към Вицепрезидента на Р България Илияна Йотова.

### Изпълнителен директор на Изпълнителна агенция за българите в чужбина
На 15 юли 2022 година е назначена за изпълнителен директор на Изпълнителна агенция за българите в чужбина.